# Epirrhoe eophanata
Epirrhoe eophanata är en fjärilsart som beskrevs av Krulikovski 1906. Epirrhoe eophanata ingår i släktet Epirrhoe och familjen mätare. Inga underarter finns listade i Catalogue of Life.